# Menes I
Menes I (en llatí: Menas, en grec antic: Μηνάς) va ser patriarca de Constantinoble de l'any 536 al 552, quan va morir. Fou el primer a portar el títol de «Patriarca Ecumènic».
L'emperador Justinià I el va nomenar, per substituir Àntim, que era monofisista. El Papa Agapit I que era a Constantinoble per resoldre les heretgies d'Àntim, el va consagrar.
L'any 544, Justinià va manar que es condemnessin els escrits anomenats «la Qüestió dels Tres Capítols», un text contrari a les opinions monofisites. Menes hi va estar d'acord, sempre que el papa recolzés la mesura. Els bisbes d'Occident no van acceptar la condemna i el papa Vigili tenia una postura no definida. Va excomunicar als que havien signat la condemna dels «Tres capítols», excomunió que va retirar immediatament davant de les protestes dels bisbes. Menes va demanar que el tema es discutís en un concili, però no hi va poder assistir perquè va morir el 24 d'agost de l'any 552. Al Concili es va condemnar la Qüestió dels Tres capítols i el papa va aprovar els resultats.
Menes es venerat com a sant per les esglésies Ortodoxa i Catòlica. Se celebra la seva festa el 25 d'agost.